# نیکلاس برنز
نیکلاس برنز (انگلیسی: Nicholas Burns؛ زادهٔ ۱۹۷۷ میلادی) بازیگر اهل بریتانیا است.
از فیلم‌ها یا برنامه‌های تلویزیونی که وی در آن نقش داشته‌است، می‌توان به مارپل آگاتا کریستی، پوآرو، گروه آی‌تی، دکتر هو، تاج، آدمکشان میدسامر، اما، بانویی در ون، ورلدز اند، اندکی فراست، روزنه امید و داستان‌های ارواح اشاره کرد.